# 西塔毛
西塔毛（Sitamau），是印度中央邦Mandsaur县的一个城镇。总人口12889（2001年）。

## 人口
该地2001年总人口12889人，其中男性6614人，女性6275人；0 - 6岁人口1847人，其中男991人，女856人；识字率70.77%，其中男性为79.41%，女性为61.67%。